# Albert Klomp
Albert Klomp (häufig auch Albert Jansz. Klomp; * um 8. März (getauft am 11. März) 1625 in Amsterdam; †  am 20. Dezember 1688 ebenda) war ein niederländischer Landschafts- und Tiermaler sowie Zeichner.

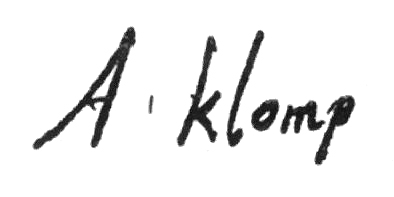
Signatur Albert Klomps

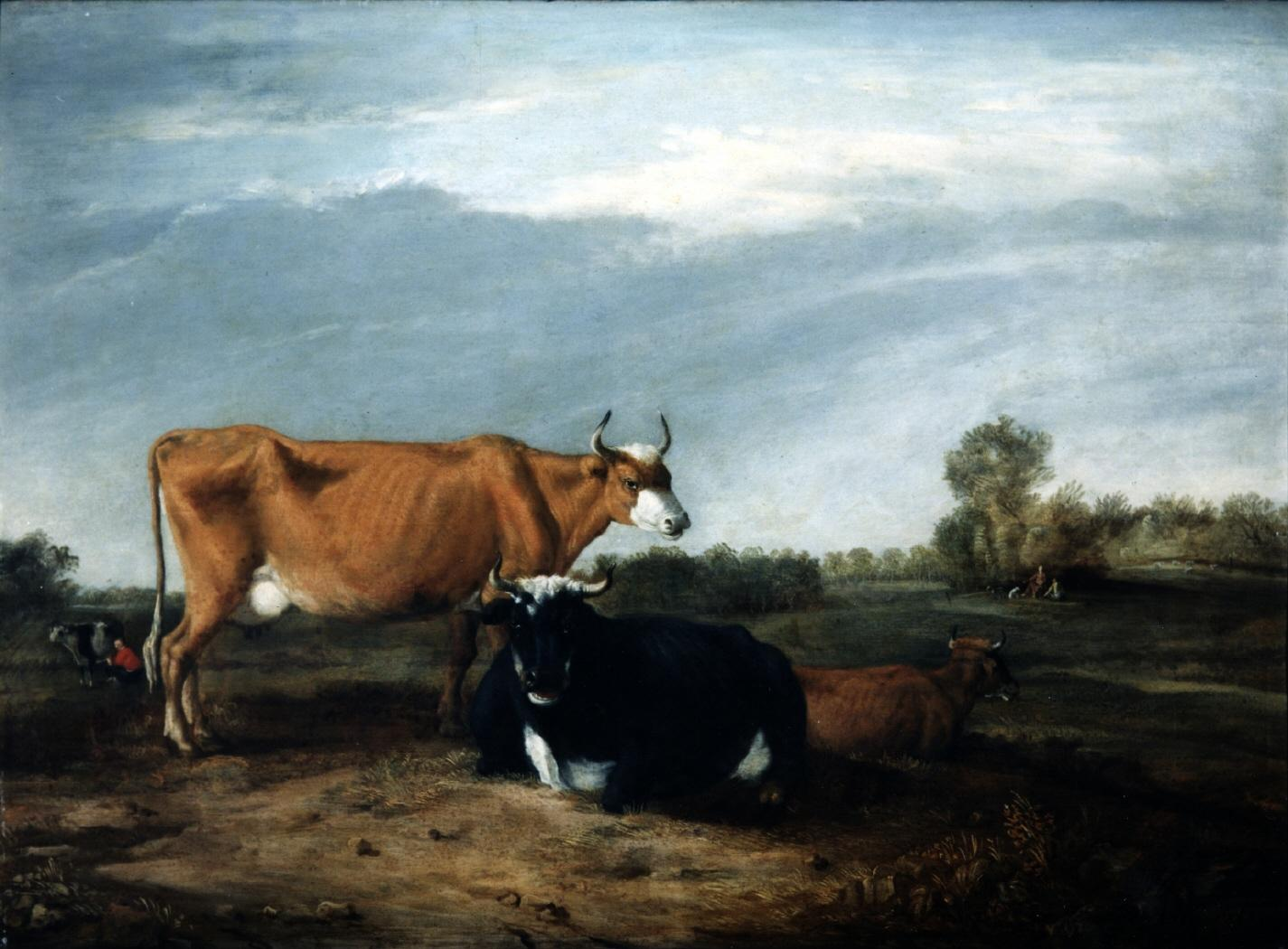
Landschaft mit Kühen (Öl auf Holz, Museum Lázaro Galdiano, Madrid)

## Leben
Albert Klomp war ein Sohn des Amsterdamer Schuhmachers Jan Albertsz. aus Emmen (* 1593) und seiner aus Harlingen stammenden Frau Trijnte geb. Intjes (alias Ydes; * 1597). Seine Eltern heirateten am 17. Juli 1621 in Amsterdam. Über das Leben von Albert Klomp ist kaum etwas bekannt. Er begann angeblich 1633 zu malen und war vermutlich ein Schüler von Pieter Codde. Am 19. April 1657 heiratete er die älteste Tochter des Amsterdamer Malers Guilliam du Gardijn (1596–1647) und dessen erster Frau, Jannetgen geb. IJsbrands (1597–1632), Maria du Gardijn (getauft am 11. August 1620; begraben am 2. Januar 1688). Das Brautpaar war für damalige Verhältnisse recht alt und blieb kinderlos. Am 16. Juni 1663 setzte ihn die fünf Jahre ältere Ehefrau als ihren Erben ein. Klomp malte bis zu seinem Tod.
Albert Klomp hatte offensichtlich Bekanntschaften in den Künstlerkreisen Amsterdams, was sich aus Urkunden rekonstruieren lässt:
- Am 5. Februar 1658 unterzeichnete er das Testament des Malers Jan Blom. Er war später Zeuge für diesen Maler (nach einer anderen Urkunde).
- Am 23. November 1679 war er Zeuge des Testaments des Malers Pieter Laurensz. van Ansloo, der am 1. September 1684 Jan Bloms Schwester Sara heiratete.[5][6]

Am Abend des 20. Dezembers 1688 verließ der damals „etwa 70 Jahre alte“ Witwer sein Haus in Amsterdam und kam nie wieder zurück. Am 12. Februar 1689 wurde im „Amsterdamsche Saturdagsche Courant“ eine Suchanzeige veröffentlicht, die übrigens lange fast die einzige Informationsquelle über sein Leben war. Klomps Leichnam wurde in einem der Amsterdamer Kanäle erst nach der Eisschmelze gefunden. Da es an dem Tag seines Verschwindens gerade einen starken Wintereinbruch gab, ist zu vermuten, dass er am gleichen Tag ausrutschte, in einen Kanal fiel, ertrank und unter dem Eis verschwand. Er wurde auf dem St. Antonius Friedhof am 23. Februar 1689 beigesetzt.

## Leistung

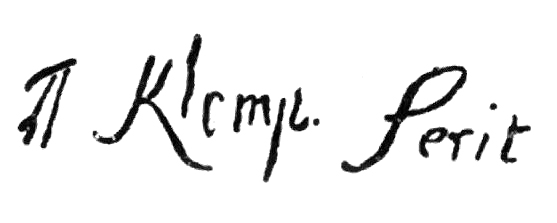
Signatur Albert Klomps mit dem lateinischen Wort „fecit“ (gemacht)

Landschaft mit Vieh

Klomps Gemälde setzten die Tradition von Paulus Potter und Adriaen van de Velde sowie Karel Dujardin fort, doch sie blieben immer unter dem Niveau dieser Vorbilder. Klomp malte gewöhnlich kleinformatige sonnige, mit Tieren belebte Landschaftsbilder. Die Landschaften sind eindeutig als holländisch zu erkennen. Unter den Tieren, die als Staffage zu werten sind, kommen am häufigsten Kühe vor, Klomp malte auch Schafe und Ziegen, manchmal ist auch ein Hirte zu sehen.
Die signierten Bilder Klomps gibt es erst ab 1657, was dafür spricht, dass er einen eigenen ausgesprochenen Stil erst spät entwickelte, was ihm wohl bewusst war. Vermutlich signierte er die früheren Werke deswegen nicht. Dies konnte von geschäftstüchtigen Händlern genutzt werden, indem sie öfters solche Bilder mit falschen Signaturen Potters versahen und für dessen Werke ausgaben. Die signierten Gemälde datierte Klomp nur selten, so dass eine Rekonstruktion ihrer zeitlichen Abfolge unmöglich ist.
Alle Bilder Klomps sind auf ähnliche Weise aufgebaut. Über der flachen Landschaft, die sich bis zu dem tief liegenden Horizont ausbreitet, hängt der hohe Himmel. Im Vordergrund lagern oder stehen die Tiere. Dahinter zwischen Bäumen ist häufig ein Gehöft zu sehen. Klomp verwendete warme, angenehme Farben. Für seine Landschaftsbilder wählte er immer einen Tageszeitpunkt, der ihm ermöglichte, sein Können beim Umgang mit Licht und Schatten zu zeigen. Seine Bilder sind handwerklich auf hohem Niveau, doch thematisch sind sie eintönig und im Ausdruck etwas fade. Deswegen wird Klomp heute zu den Kleinmeistern gerechnet.
Im 18. Jahrhundert fertigten Louis Garreau und Jean Baptiste Lebrun Kupferstiche nach seinen Gemälden. Eine Anzahl seiner Gemälde ist heute zerstreut in vielen Museen, manche befinden sich auch in Privatbesitz.

## Berühmtere Arbeiten

### Ölgemälde
- Landschaft mit Milchmädchen und Vieh (Öl auf Leinwand, 27,5 × 35 cm, Rijksmuseum Amsterdam, Inv. SK-C-162)
- Landschaft mit Vieh (Öl auf Leinwand, 27 × 34 cm, Rijksmuseum Amsterdam, SK-C-161)
- Weide mit Vieh (Öl auf Leinwand, Instituut Collectie Nederland, Amsterdam)
- Kühe vor einem Gehöft am Abend (Öl auf Leinwand, Koninklijk Museum voor Schone Kunsten, Brüssel)
- Verkündigung an die Hirten (Öl auf Leinwand, Koninklijk Museum voor Schone Kunsten, Brüssel)
- Kühe, Schafe und Ziegen vor landschaftlicher Kulisse (Öl auf Holz, Fitzwilliam-Museum, Cambridge)
- Lagernde Schafe und Ziegen mit schlafendem Schäfer (Öl auf Holz, Fitzwilliam Museum, Cambridge)
- Landschaft mit Kühen (Öl auf Leinwand, Fitzwilliam Museum, Cambridge)
- Viehweide am Fluss (Öl auf Holz, Gemäldegalerie Alte Meister, Dresden)
- Kuhherde bei einem Dorf (Öl auf Leinwand, Städel Museum, Frankfurt am Main)
- Landschaft mit Kühen (1640, 61 × 94,5 cm, Öl auf Holz, Museum Lázaro Galdiano, Madrid)
- Stier mit einer Schaf- und Ziegenherde (1663, Statens Museum for Kunst, Kopenhagen)
- Landschaft mit einer Tierstaffage (1663, Statens Museum for Kunst, Kopenhagen)
- Große Abendlandschaft mit Vieh (1686, Niedersächsisches Landesmuseum für Kunst und Kulturgeschichte, Oldenburg)
- Herde auf der Weide (Staatliches Museum Schwerin)
- Tiere vor einer Hütte (Schwedisches Nationalmuseum, Stockholm)
- Landschaft mit Kühen, Schafen und einem am Baum sitzenden Hirten (Öl auf Leinwand, 47 × 62 cm, Privatbesitz)[11]
- Dorflandschaft mit Vieh und einer Melkerin (Öl auf Leinwand, Privatbesitz)[12]

Weitere Werke befinden sich in Lüttich, Darmstadt, Emden, Gotha, Heidelberg, St. Petersburg, Riga, Rom (Sammlung Wolkonski), Wien sowie Niemes.

### Zeichnungen
- Ein Jäger wäscht in einem Bach seine Füße (Kreide, Albertina, Wien)
- Rinder- und Schafherde (1685, Kreide laviert, Albertina, Wien)
- Stier, Schafe und ein Reiter, neben dem ein Bauer geht (Kreide laviert, Albertina, Wien)

Weitere Werke befinden sich u. a. in Brüssel und London.

### Kupferstiche nach Klomps Zeichnungen
- Landschaft mit Rindern und Schafen (Louis Garreau, Cabinet Le Brun.)